# Plataforma Poncet

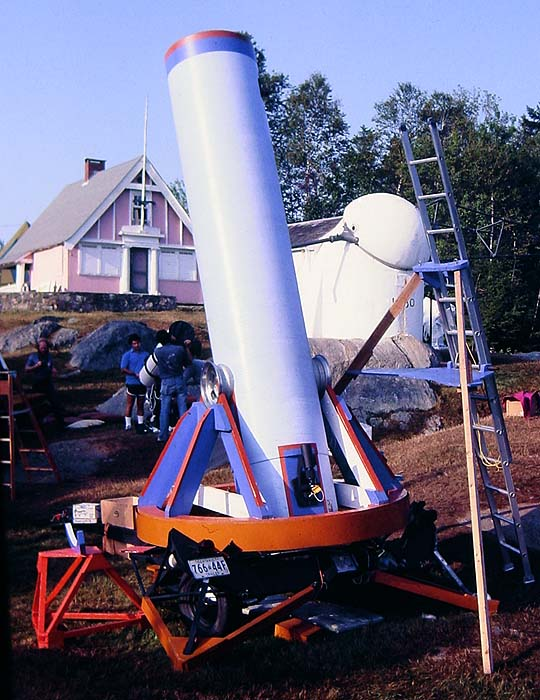
Un gran telescopio newtoniano portátil sobre una plataforma tipo Poncet modificada con soportes de orientación radiales.

Una plataforma Poncet (también denominada montura Poncet) es un tipo de montura ecuatorial utilizada generalmente en telescopios construidos por aficionados, consistente en una montura inicialmente "no ecuatorial" a la que se añade un eje polar adicional mediante un pivote sencillo y un plano inclinado.
El movimiento de esta montura permite a cualquier dispositivo que se coloque sobre ella seguir el movimiento aparente de las estrellas en el cielo debido a la rotación de la Tierra sobre su eje (movimiento diurno). Es un complemento muy adecuado para los telescopios dobsonianos con monturas altazimutales, en los que se sigue la filosofía de que el diseño debe ser fácil de construir utilizando materiales comunes, sin necesidad de herramientas especiales o de mecanismos complejos.
Para ser plenamente funcionales, estas monturas están dotadas de un mecanismo de relojería que permite mantener orientado automáticamente el telescopio sobre un determinado punto del firmamento, compensando el giro de la Tierra sobre su eje. 

## Orígenes y uso
La plataforma Poncet fue inventada en los años 1970 por Adrien Poncet. Su diseño original era un tipo muy sencillo de plataforma ecuatorial que utiliza un pivote como soporte apoyado sobre un plano inclinado alineado con el ecuador de la Tierra mediante otros dos soportes deslizantes. El diseño se publicó en enero de 1977 en la revista Sky & Telescope. El modelo de Poncet mostrado, de muy sencilla construcción, estaba realizado en contrachapado utilizando un pivote de clavo y un plano inclinado recubierto de formica, con botes de plástico de película fotográfica de 35 mm como soportes de los pies sobre los que se montaba un telescopio newtoniano de 6''.
La montura en su forma básica es muy simple, requiriendo solo herramientas manuales sencillas y materiales comunes para construirla, con un único cálculo preciso para colocar correctamente el plano inclinado en el ángulo del ecuador celeste. Es una versión casera del sistema usado tradicionalmente para añadir el movimiento de seguimiento ecuatorial a todo tipo de instrumentos, desde pequeñas cámaras a edificios de observatorio enteros. Su diseño sencillo y de bajo coste han convertido este montaje en un útil complemento para mejorar las prestaciones de las monturas altazimutales de los populares telescopios dobsonianos. Los usuarios sencillamente colocan su telescopio sobre la montura Poncet para obtener la característica añadida de poder seguir la ascensión recta de un astro con la precisión necesaria para trabajos de gran aumento o de astrofotografía.
Las plataformas Poncet tienen algunas limitaciones funcionales. Por ejemplo, normalmente son diseñadas para efectuar un seguimiento durante 1 hora (15° de giro). Seguimientos más largos pueden sacar la plataforma de sus topes. Después de cada hora, la montura tiene que ser pivotada hacia atrás para reinicializar el mecanismo de orientación. Dado que la montura Poncet no posee ninguna superficie de rotación que pueda ser impulsada, el mecanismo de accionamiento del giro ha supuesto alguna dificultad de diseño para los fabricantes aficionados de telescopios. Se han utilizado tanto tornillos sin fin rectos sobre coronas dentadas, como juegos de engranajes para obtener el movimiento circular. También puede consumir mucho tiempo la reinicialización del mecanismo al punto de partida si se debe hacer girando el mecanismo en sentido inverso. Algunos aficionados han realizado diseños utilizando tornillos curvados e incluso sistemas de levas especiales para convertir el movimiento rectilíneo en un movimiento de velocidad variable. Altas cargas mecánicas al utilizar telescopios pesados o al emplearlos para observar latitudes bajas pueden obligar a utilizar soportes adicionales para garantizar su equilibrio, complicando su diseño para solucionar estas dificultades. Estos problemas han hecho surgir otros tipos de plataforma ecuatorial basados en el diseño de Poncet, incluyendo las monturas ideadas por Alan Gee (que utiliza una superficie de apoyo cilíndrica más compleja sustentando el plano inclinado), y por Georges D'Autume (en la que la plataforma se diseña utilizando un sofisticado sistema de soporte cónico).